# 库恩·西拉德
库恩·西拉德（匈牙利語：Kun Szilárd，1935年3月23日—1987年8月31日），匈牙利男子射击运动员。他曾代表匈牙利参加1952年、1956年、1964年、1968年和1972年夏季奥林匹克运动会射击比赛，获得一枚银牌。